# Ерыч (приток Лолога)
Ерыч — река в России, протекает по Косинскому району Пермского края. Устье реки находится в 27 км от устья реки Лолог по левому берегу. Длина реки составляет 20 км.
Исток реки на Верхнекамской возвышенности в 10 км к югу от посёлка Касимовка. Река течёт на юго-восток и юг по ненаселённому лесному массиву. Впадает в Лолог между деревнями Сосновка и Верхний Лель.

## Данные водного реестра
По данным государственного водного реестра России относится к Камскому бассейновому округу, водохозяйственный участок реки — Кама от истока до водомерного поста у села Бондюг, речной подбассейн реки — бассейны притоков Камы до впадения Белой. Речной бассейн реки — Кама.
Код объекта в государственном водном реестре — 10010100112111100003055.